# Galbenă de Odobești

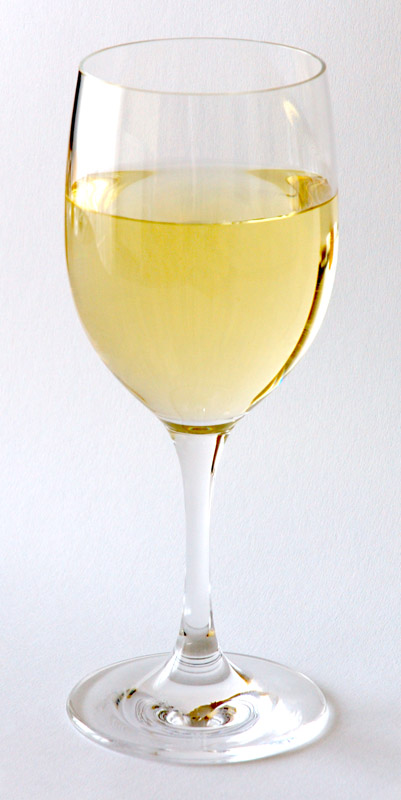
Galbena de Odobeşti

Galbena de Odobești este un soi românesc de struguri, care se cultivă doar în patru centre viticole, situate în sudul Vrancei.
Aceeași denumire o poartă și vinul slab alcoolic, cu aciditate plăcută, sec, băubil, vioi, produs din acest soi de struguri. Se consumă ca vin tânăr, în primul an de viață. Din Galbena de Odobești se obțin și vinarsuri de calitate.

## Istorie
Galbenă de Odobești se găsea pe mari suprafețe, fiind pentru o lungă perioadă de timp unul dintre cele mai cultivate soiuri românești. Chiar și după invazia filoxerei (1884) soiul Galbenă de Odobești a rămas pentru o vreme un soi de referință în plantațiile viticole românești. Astfel, în 1912, profesorul Vasile Brezeanu afirma următoarele: „varietatea românească cea mai stimată și cea mai căutată grație calităților sale pe care, dacă nu le îndeplinește în ultimul grad, le întrunește, în tot cazul, mai mult decât oricare altă varietate românească”. Galbena de Odobești a fost cunoscută în Moldova sub mai multe sinonime dintre care amintim: Galbena de Căpătanu, Poamă Galbenă, Bucium de poamă galbenă etc. Cu secole în urmă, când Galbenă de Odobești a ajuns în Muntenia, a primit numele de Galbenă grasă. În Dobrogea, din cauza ocupației turcești, soiul Galbenă de Odobești a fost botezat cu numele de Sars Izum.

## Descriere
Galbena de Odobești este un soi românesc foarte valoros și productiv.
Galbena de Odobești se recunoaște ușor după frunze. Acestea sunt întregi sau trilobate, iar nervurile principale sunt de culoare roșie-violet la baza frunzei. Galbena de Odobești este un soi autofertil și de aceea poate fi cultivat în plantații mari și pure. Rezultate bune se obțin când soiul este plantat în pante cu expoziție sudică unde se asigură mai mult căldură și lumină. Galbenă de Odobești este un soi viguros. Lăstarii acestui soi pot crește din primăvară până în toamnă 3-4 metri și chiar mai mult. Coacerea strugurilor se desăvârșește în cursul lunii septembrie și în prima parte a lunii octombrie. Strugurii sunt aripați, cilindro-conici cu boabe dese, rotunde care au mărime mijlocie. Culoarea boabelor este în general galbenă cu tentă ruginie pe partea expusă la soare. Strugurii sunt mijlocii spre mari, greutatea lor ajungând până la 350 g. Interesant de menționat este că boabele diferă ca greutate. La strugurii mici boabele sunt mai grele decât la cei mari, ajungând până la un gram diferență.  La cules, strugurii acumulează în medie 160–180 g/l zaharuri și prezintă o aciditate totală destul de ridicată cuprinsă între 4,5 și 6,0 g/l. Galbena de Odobești dă recolte mari de struguri la hectar, putând ajunge chiar până la 20.000 kg. Din soiul Galbenă de Odobești se obțin vinuri albe cu o tărie alcoolică cuprinsă între 9 si 11O.  Vinurile sunt seci, ușoare, vioaie și lasă în cavitatea bucală o senzație plăcută de proaspăt și de răcoare. De obicei, vinurile din soiul Galbenă de Odobești se consumă tinere, adică în primul lor an de viață.